# Литвяк Сергій Анатолійович
Сергі́й Анато́лійович Литвя́к (1976—2022) — старший майстер-сержант прикордонної служби України, учасник російсько-української війни.

## Життєпис
Народився 7 вересня 1976 року в селі Шатрище Шосткинського району Сумської області. Проживав у Шостці, у 1999 році закінчив школу прапорщиків. У 2016 році брав участь у відбитті російської агресії у Донецькій та Луганській областях. 
Проходив службу у 5 прикордонному загоні.
Загинув 4 березня 2022 року під час оборони Чернігова. 

## Нагороди
- Орден «За мужність» III ступеня[1].